# Centenário do Sul
Centenário do Sul là một đô thị thuộc bang Paraná, Brasil. Đô thị này có diện tích 371,835 km², dân số năm 2007 là 11515 người, mật độ 26,9 người/km².